# Фукс, Дмитрий Борисович
Дмитрий Борисович Фукс (род. 30 сентября 1939, Казань) — советский и американский математик, специалист по топологии.

## Биография
Родился в Казани, сын математика Бориса Абрамовича Фукса (1907—1985). Закончил механико-математический факультет МГУ в 1960 году. Работал в Москве. Диссертацию кандидата физико-математических наук защитил под руководством А. С. Шварца (1964).
В 1968 году подписал так называемое «письмо 99» в защиту математика и диссидента Александра Есенина-Вольпина. Преподавал в неофициальном Народном университете в 1980—1982.
Уехал в США в 1990 году.
Доктор физико-математических наук, профессор математики Калифорнийского университета в Дейвисе. Вместе с И. М. Гельфандом является автором гомологической теории бесконечномерных алгебр Ли (когомологии Гельфанда—Фукса).

## Публикации
Написал «Начальный курс топологии, геометрические главы» (М., 1977; совместно с В. А. Рохлиным), «Когомологии бесконечномерных алгебр Ли» (М., 1984), «Математический дивертисмент» (совместно с С. Л. Табачниковым) и др. Профессор Фукс является автором нескольких учебников математики, в частности, учебника «Курс гомотопической топологии», написанного совместно с  А. Т. Фоменко.

## Семья
- Первая жена — Галина Тюрина (1938—1970), математик, ученица Шафаревича, хранительница архива Солженицына, погибла в байдарочном походе на Полярном Урале[8], её брат Андрей Тюрин, тоже математик.
- Вторая жена (с 1980) — Ирина Клумова, редактор журнала «Квант» (1973—1990), ученица В. М. Тихомирова.
  - Дочь — Екатерина Фукс (род. 1982), преподаватель математики (Сити колледж Сан-Франциско)
  - Дочь — Елена Фукс (род. 1983), математик, профессор Университета Калифорнии, Дейвис; ученица Питера Сарнака.